# Václav Milner
Václav Milner (5. srpna 1817 Hlaváčova Lhota – 14. července 1864 Hlaváčova Lhota) byl rakouský a český politik, v 2. polovině 19. století poslanec Říšské rady.

## Biografie
Profesí byl statkářem. Měl titul doktora práv. Poté, co mu zemřel otec, převzal správu polovinu statku Hlaváčova Lhota, přičemž roku 1849 odkoupil od matky i jeho druhou polovinu. Zámek v Hlaváčově Lhotě koupil v roce 1803 i s dvorem jeho otec, kutnohorský měšťan Václav Milner. Poslanec Václav Milner byl veřejně aktivní. Působil jako předseda správní rady cukrovaru a jednoty akcionářské v Pečkách.
Krátce po řádných zemských volbách v roce 1861 byl v doplňovací volbě počátkem dubna 1861 zvolen na Český zemský sněm za kurii venkovských obcí, obvod Kolín, Kouřim, Uhlířské Janovice. Původně byl v řádných volbách roku 1861 v tomto okrsku zvolen František Ladislav Rieger, ale protože byl zároveň zvolen i v jiném obvodu, zde na mandát rezignoval. Zemský sněm ho v roce 1861 delegoval i do Říšské rady (tehdy ještě volené nepřímo) za kurii venkovských obcí, obvod Kolín, Kouřim, Uhlířské Janovice. Zánik jeho mandátu pro absenci byl oznámen na schůzi 14. července 1863. K roku 1861 se uvádí jako Dr. Wenzel Anton Milner, statkář, s trvalým bydlištěm ve Lhotě. Patřil k české straně (Národní strana, staročeská).
Zemřel v červenci 1864 na plicní chorobu.